# Bournemouth (distrikt)
Bournemouth var en distrikt från 1890 till 2019 i det ceremoniella grevskapet Dorset i England, Storbritannien. Den bestod av staden Bournemouth. Bournemouth var mellan 1997 och 2019 en enhetskommun. År 2019 slogs den samman med enhetskommunen Poole samt distriktet Christchurch och bildade enhetskommunen Bournemouth, Christchurch and Poole.